# USS Harold J. Ellison (DE-545)
USS Harold J. Ellison (DE-545) – amerykański niszczyciel eskortowy typu John C. Butler. Nigdy nie ukończony.
Patronem okrętu był Harold John Ellison (1917-1942), oficer US Navy odznaczony Krzyż Marynarki Wojennej.
Stępkę okrętu położono w stoczni Boston Navy Yard w Bostonie. Kontrakt na budowę został anulowany 10 czerwca 1944, przed wodowaniem. Nieukończony kadłub został zezłomowany.
Nazwa "Harold J. Ellison" została przydzielona okrętowi USS „Harold J. Ellison” (DD-864).